# Gaudichaudia galeottiana
Gaudichaudia galeottiana là một loài thực vật có hoa trong họ Malpighiaceae. Loài này được (Nied.) Chodat mô tả khoa học đầu tiên năm 1917.